# Easonobius tridentatus
Easonobius tridentatus är en mångfotingart som beskrevs av Edgecombe 2003. Easonobius tridentatus ingår i släktet Easonobius och familjen fåögonkrypare.
Artens utbredningsområde är Nya Kaledonien. Inga underarter finns listade i Catalogue of Life.